# Masataka Yoshida
Masataka Yoshida (吉田 正尚 Yoshida Masataka; Orix Buffaloes, 15 de julho de 1993) é um jogador de beisebol japonês, que joga na posição de defensor externo (outfielder).

## Carreira
Fujita compôs o elenco da Seleção Japonesa de Beisebol nos Jogos Olímpicos de Verão de 2020 em Tóquio, onde conquistou a medalha de ouro após derrotar a equipe dos Estados Unidos na final da competição por 2–0.